# Гуцулка Ксеня (фильм, 2019)
«Гуцулка Ксеня» (англ. Hutsulka Ksenya) — украинский музыкальный фильм режиссёра Елены Демьяненко, премьера состоялась в марте 2019 года. Лента создана по мотивам одноимённого произведения основателя модерной украинской оперетты Ярослава Барнича, творчество которого долгое время в СССР было запрещено.
Телевизионная премьера фильма состоялась 3 мая 2020 года на телеканале «1+1».

## Сюжет
1938 год. В карпатский посёлок Ворохта, в котором проживает самая красивая гуцулка по имени Ксеня, прибывают бывшие односельчане, а ныне – американские эмигранты, для того чтобы найти невесту для молодого Яро. Он получит своё миллионное наследие при условии, что женится на сознательной украинке. До аннексии Западной Украины остаётся две недели.

## В ролях
| Актер                        | Роль                                                       |
| ---------------------------- | ---------------------------------------------------------- |
| Максим Лозинский             | Яро                                                        |
| Варвара Лущик                | Ксеня                                                      |
| Игорь Цишкевич               | Майк                                                       |
| Екатерина Молчанова          | Мэри                                                       |
| Оливье Бонжюр                | профессор                                                  |
| Олег Стефанов                | Иван Синица, владелец и директор гостиницы «Оселя Говерла» |
| Татьяна Печенкина            | Гелен                                                      |
| Маричка Штырбулова           | Зузя                                                       |
| Виктория Янчук               | Маруся                                                     |
| Мария Чуприненко             | Данусь                                                     |
| Виталий Ажнов                | Юра                                                        |
| Кристина Федорак             | Маричка                                                    |
| Юрий Радковский              | Семён                                                      |
| Александра Коваленко         | эпизодическая роль                                         |
| Наталия Кобизская            | Гонюсь                                                     |
| Вячеслав Гринченко           | Эпизодическая роль, постановщик танго                      |
| Фрик-кабаре «Dakh Daughters» | камео                                                      |
| Группа «ДахаБраха»           | камео                                                      |

## Творческая группа
- Сценарий – Елена Демьяненко (по мотивам одноимённой оперетты Ярослава Барнича)
- Музыка – Ярослав Барнич, Тимур Полянский и фрик-кабаре Dakh Daughters
- Постановщик танго – Вячеслав Гринченко
- Режиссёр-постановщик – Елена Демьяненко
- Оператор-постановщик – Дмитрий Яшенков
- Художник-постановщик – Юрий Ларионов
- Художник по костюмам – Надежда Кудрявцева
- Художник-гример – Виталий Скопелидис
- Монтаж – Игорь Рак
- Звукорежиссёр – Артём Мостовой
- Исполнительный продюсер – Евгения Раух
- Продюсеры – Елена Демьяненко и Дмитрий Томашпольский

## Производство
Смета
Гуцулка Ксеня стал одним из победителей Девятого конкурсного отбора Госкино. Доля финансирования Госкино - 23,9 миллионов гривен от общей сметы в 47,8 млн ₴.
Фильмирование
Павильонные съёмки проходили на Киевской киностудии имени Довженко на специально построенных для фильма 15 объектах. Натурные съёмки для фильма происходили в Карпатах и Житомирской области.
Саундтрек
Тексты песен и музыку для саундтрека фильма написала и исполнила киевская музыкальная группа «Dakh Daughters» и другие исполнители.

## Релиз
Официальный трейлер к фильму вышел 14 декабря 2018 года, на официальном YouTube канале B&H Film Distribution Company.
Фильм вышел в широкий украинский прокат 7 марта 2019 года, дистрибьютором ленты выступила компания – B&H Film Distribution Company. Фильм вышел на VOD-платформе Takflix 27 февраля 2020 года.
Так же, лента появилась на Аmazon Prime Video для зрителей Северной Америки. Американский дистрибьютор фильма – Dreamscape Media.
Лента получила одобрительные отзывы от украинских кинокритиков.
Награды
1 июля 2019 фильм получил Гран-при фестиваля «Mt. Fuji - Atami International Film & VR Festival», который проходит в Японии.
На IV кинопремии «Золотая дзига», состоявшейся 3 мая 2020 года в режиме онлайн-шоу, фильм был представлен в девяти номинациях (разделив 2-3 место с лентой «Мои мысли тихие» и пропустив вперёд фильм «Домой»  — 11 номинаций). Одержал победу в двух номинациях — Премия «Золотая дзига» в номинации «Лучший композитор» (Тимур Полянский, Фрик-кабаре Dakh Daughters) и «Лучшая песня» («Мавка-Русалка», фрик-кабаре Dakh Daughters).